# Sweetie (película de 1989)
Sweetie es una película australiana dramática de comedia negra de 1989 dirigida por Jane Campion, su ópera prima, escrita por Campion y Gerard Lee, y protagonizada por Genevieve Lemon, Karen Colston, Tom Lycos y Jon Darling.
La película se centra en las relaciones conflictivas entre una mujer joven, su hermana emocionalmente inestable y sus padres. Sweetie participó en el Festival de Cine de Cannes de 1989  y ganó un premio Independent Spirit a la Mejor Película Extranjera en 1991. 

## Argumento
Kay, una mujer formal y supersticiosa, trata de tener una vida normal con su novio Louis hasta que su hermana Dawn, apodada Sweetie, regresa a casa tras estar ausente y pone al descubierto las raíces de su familia. 

## Reparto
- Geneviève Lemon - Dawn, aka "Sweetie"
- Karen Colston - Kay
- Tom Lycos - Louis
- John Darling - Gordon
- Dorothy Barry - Flo
- Michael Lake - Bob
- Andre Pataczek - Clayton
- Jean Hadgraft - Sra. Schneller
- Paul Livingstone - Teddy Schneller
- Louise Fox - Cheryl

## Premios y reconocimientos
| Año  | Premio                                                | Categoría                    | Nominación                | Resultado |
| ---- | ----------------------------------------------------- | ---------------------------- | ------------------------- | --------- |
| 1990 | Premios del Círculo de Críticos de Cine de Nueva York | Mejor Nueva Dirección        | Jane Campion              | Nominada  |
| 1990 | Asociación de Críticos de Cine de Los Ángeles         | Premio a la Nueva Generación | Jane Campion              | Ganadora  |
| 1989 | Festival Internacional de Cine de Cannes              | Palma de Oro                 | Sweetie                   | Nominada  |
| 1989 | Instituto de Cine Australiano                         | Mejor Guion Original         | Jane Campion y Gerard Lee | Ganadores |
| 1989 | Instituto de Cine Australiano                         | Mejor actriz protagónica     | Geneviève Lemon           | Nominada  |
| 1989 | Instituto de Cine Australiano                         | Mejor actriz secundaria      | Dorothy Barry             | Nominada  |
| 1989 | Instituto de Cine Australiano                         | Mejor actor secundario       | John Darling              | Nominado  |
| 1989 | Instituto de Cine Australiano                         | Mejor Cinematografía         | Sally Bongers             | Nominada  |